# Ruslan Nurudinov
Ruslan Nurudinov (Xonobod, 24 de noviembre de 1991) es un deportista uzbeko que compite en halterofilia.
Participó en dos Juegos Olímpicos de Verano, obteniendo una medalla de oro en Río de Janeiro 2016, en la categoría de 105 kg, y el cuarto lugar en Londres 2012. Sin embargo, fue anulado posteriormente su resultado de Londres 2012 por dopaje.
Ganó seis medallas en el Campeonato Mundial de Halterofilia entre los años 2013 y 2024.
En diciembre de 2024 estableció una nueva plusmarca mundial en dos tiempos de la categoría de 109 kg (242 kg).

## Palmarés internacional
| Juegos Olímpicos   | Juegos Olímpicos        | Juegos Olímpicos | Juegos Olímpicos |
| Año                | Lugar                   | Medalla          | Categoría        |
| ------------------ | ----------------------- | ---------------- | ---------------- |
| 2016               | Río de Janeiro (Brasil) | Medalla de oro   | 105 kg           |
| Campeonato Mundial |                         |                  |                  |
| Año                | Lugar                   | Medalla          | Categoría        |
| 2013               | Breslavia (Polonia)     | Medalla de oro   | 105 kg           |
| 2014               | Almaty (Kazajistán)     | Medalla de plata | 105 kg           |
| 2021               | Taskent (Uzbekistán)    | Medalla de plata | 109 kg           |
| 2022               | Bogotá (Colombia)       | Medalla de oro   | 109 kg           |
| 2023               | Riad (Arabia Saudita)   | Medalla de plata | 109 kg           |
| 2024               | Manama (Baréin)         | Medalla de oro   | 109 kg           |